# Pampa (geobotànica)

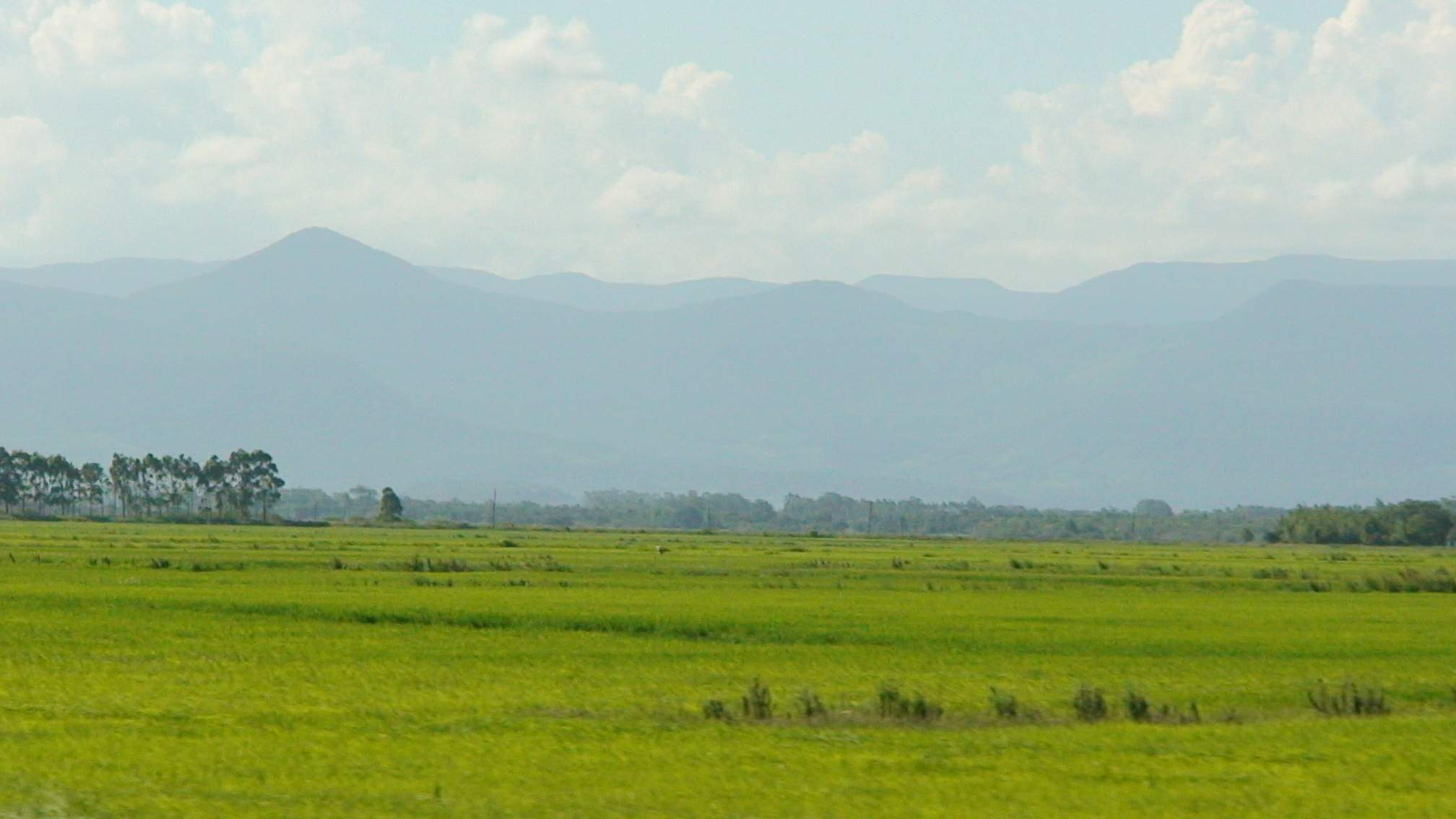
Pastures a la pampa. Serra Geral, Rio Grande do Sul, Brasil.

La pampa (del quítxua, que significa 'plana') és un tipus de formació vegetal característica terres baixes que abasten les províncies de Buenos Aires, La Pampa, Santa Fe i Córdoba a més de l'Uruguai, Xile i l'extrem sud del Brasil (Rio Grande do Sul), que en total sumen 750.000 km². Aquest tipus de vegetació està caracteritzat per l’absència d’arbres i per la preponderància de les gramínies i també d'altres famílies herbàcies, entre les quals hi ha les compostes, les ciperàcies, les amaril·lidàcies i les fabàcies.
Aquestes vastes planes només són creuades per la petita cadena muntanyosa de la Ventana, prop de la ciutat de Bahía Blanca de l'Argentina. La regió gaudeix d'un clima temperat amb precipitacions de 600 a 1.200 mm. amb una distribució equitativa al llarg de l'any, les converteix en una regió òptima per a l'agricultura. No obstant això, els incendis són molt comuns, i l'àrea manca d'arbres; la vegetació natural dominant són les pastures de diversos tipus. Aquesta característica, alhora les converteix en una regió òptima per a la ramaderia.
Els animals característics de la pampa són: guineus, mofetes, petits ramats de guanac, viscatxes i algunes espècies d'aus emparentades amb els pardals i falcons.